# Eriospermum bracteatum
Eriospermum bracteatum är en sparrisväxtart som beskrevs av Eily Edith Agnes Archibald. Eriospermum bracteatum ingår i släktet Eriospermum och familjen sparrisväxter. Inga underarter finns listade i Catalogue of Life.